# 阿特金森崖
71°18′S 168°55′E / 71.300°S 168.917°E
阿特金森崖是南極洲的山崖，位於維多利亞地的彭內爾海岸，處於芬德利冰川和皮特克維奇冰川下游之間，全長6公里，在1911年由英國探險隊繪入地圖。